# Orgilus pedalis
Orgilus pedalis är en stekelart som beskrevs av Muesebeck 1970. Orgilus pedalis ingår i släktet Orgilus och familjen bracksteklar. Inga underarter finns listade i Catalogue of Life.